# Giải Sao Thổ cho nhạc phim hay nhất
Giải Sao Thổ cho nhạc phim hay nhất là một trong các giải Sao Thổ dành cho nhạc phim được bầu chọn là hay nhất. Giải này được lập từ năm 1973.

## Các người & phim đoạt giải
| Năm     | Nhạc sĩ                                 | Phim                                          |
| ------- | --------------------------------------- | --------------------------------------------- |
| 1973    | Bernard Herrmann                        | (Người đoạt giải sự nghiệp)                   |
| 1974/75 | Miklós Rózsa                            | (Người đoạt giải sự nghiệp)                   |
| 1976    | David Raksin                            | (Người đoạt giải sự nghiệp)                   |
| 1977    | John Williams (đồng hạng) John Williams | Star Wars Close Encounters of the Third Kind  |
| 1978    | John Williams                           | Superman: The Movie                           |
| 1979    | Miklós Rózsa                            | Time After Time                               |
| 1980    | John Barry                              | Somewhere in Time                             |
| 1981    | John Williams                           | Raiders of the Lost Ark                       |
| 1982    | John Williams                           | E.T. the Extra-Terrestrial                    |
| 1983    | James Horner                            | Brainstorm                                    |
| 1984    | Jerry Goldsmith                         | Gremlins                                      |
| 1985    | Bruce Broughton                         | Young Sherlock Holmes                         |
| 1986    | Alan Menken                             | Little Shop of Horrors                        |
| 1987    | Alan Silvestri                          | Predator                                      |
| 1988    | Christopher Young                       | Hellbound: Hellraiser II                      |
| 1989/90 | Alan Silvestri                          | Back to the Future Part III                   |
| 1991    | Loek Dikker                             | Body Parts                                    |
| 1992    | Angelo Badalamenti                      | Twin Peaks: Fire Walk With Me                 |
| 1993    | Danny Elfman                            | The Nightmare Before Christmas                |
| 1994    | Howard Shore                            | Ed Wood                                       |
| 1995    | John Ottman                             | The Usual Suspects                            |
| 1996    | Danny Elfman                            | Mars Attacks!                                 |
| 1997    | Danny Elfman                            | Men in Black                                  |
| 1998    | John Carpenter                          | John Carpenter's Vampires                     |
| 1999    | Danny Elfman                            | Sleepy Hollow                                 |
| 2000    | James Horner                            | How the Grinch Stole Christmas!               |
| 2001    | John Williams                           | A.I.                                          |
| 2002    | Danny Elfman                            | Spider-Man                                    |
| 2003    | Howard Shore                            | The Lord of the Rings: The Return of the King |
| 2004    | Alan Silvestri                          | Van Helsing                                   |
| 2005    | John Williams                           | Star Wars Episode III: Revenge of the Sith    |
| 2006    | John Ottman                             | Superman Returns                              |
| 2007    | Alan Menken                             | Enchanted                                     |